# Sensor de nivell
|  | No s'ha de confondre amb Visor de nivell de vidre. |

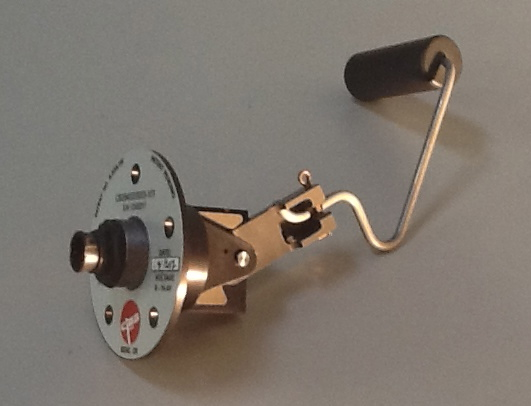
Sensor de nivell magneto-resistiu

Els sensors de nivell detecten el nivell de líquids, sòlids fluïditzats, materials granulars i pólvores que presentin una superfície superior lliure. Les superfícies de les substàncies esdevenen essencialment horitzontals en els seus contenidors (o altres límits físics) a causa de la gravetat, mentre que la majoria de sòlids en gra s'acumulen en un angle de repòs fins a un determinat angle màxim. La substància a mesurar-ne el nivell pot estar dins d'un recipient o pot estar en la seva forma natural (per exemple, un riu o un llac). La mesura del nivell pot ser de valor continu o puntual. Els sensors de nivell continu mesuren el nivell dins d'un interval específic i determinen la quantitat exacta de substància en un lloc determinat, mentre que els sensors de nivell puntual només indiquen si la substància es troba per sobre o per sota del punt de detecció. En general, aquests últims detecten nivells excessivament alts o baixos.

## Mesurament de nivell
Hi ha moltes variables físiques i d'aplicació que afecten la selecció del mètode de control de nivell òptim per a processos industrials i comercials. Els criteris de selecció inclouen la fase física (líquid, sòlid o pólvores), temperatura, pressió o buit, constant dielèctrica de medi, densitat específica del medi, agitació (acció), acústic o soroll elèctric, vibració, xoc mecànic, mida i forma del contenidor.
Dins la categoria de mesuradors de nivell hi ha interruptors de nivell "tot o res" (pseudo digital) que assenyalen el desbordament o el buidatge d'un dipòsit i altres que són mesuradors d'un nivell analògic (del mínim al màxim).

### Sensor de diapasó vibrant per a líquids i sòlids

Principi de sonda de punts de vibració

Els sensor de diapasó vibrant consisteixen en unes forquilles de vibració simètriques, que permeten detectar nivells de pólvores molt fines (densitat del gra: 0,02 g/cm 3 - 0,2 g/cm 3), pólvores fins (densitat del gra: 0,2 g/cm 3 - 0,5 g/cm 3) i sòlids granulars (densitat del gra: 0,5 g/cm 3 o superior). Amb una selecció adequada de la freqüència de vibració i ajustaments de sensibilitat adequats, també poden intuir el nivell de pólvores i materials electroestàtics altament fluïditzats.
Els sensors de nivell vibrant amb sonda única són ideals per a nivells massius de pólvores. Com que només un element sensible contacta amb la pólvores, s'elimina el pont entre dos elements de sonda i es redueix al mínim la acumulació de suports. La vibració de la sonda tendeix a eliminar la acumulació de material sobre l'element sonda. Els sensors de nivell vibrant no es veuen afectats per la pólvores, la acumulació de càrrega estàtica a partir de pólvores dielèctriques ni els canvis de conductivitat, temperatura, pressió, humitat o contingut d'humitat. Una altra alternativa són els sensors de vibració d'estil de forquilla d'afinació. Solen ser menys costosos, però són propensos a la acumulació de materials entre les llaunes,

### Sensor de nivell de materials sòlids
La detecció de nivell en materials sòlids es realitza mesurant la resistència entre el sensor i la paret metàl·lica (o entre dos sensors), segons l'absència o presència del material sòlid (que ha de ser mínimament conductor). En un dipòsit metàl·lic amb materials conductors elèctrics es munta una sonda de mesura parcialment aïllada. Si el material no toca la sonda, la resistència entre aquesta i la paret del tanc té un valor relativament alt. Quan el nivell puja i el material "conductor fa una connexió entre la sonda i la paret del tanc, el valor de la resistència disminueix. La diferència de resistència es mesura mitjançant un amplificador de conductivitat. Quan no hi ha una paret metàl·lica, s'utilitzen dues sondes.

### Sensor de nivell ultrasònic per a líquids i sòlids

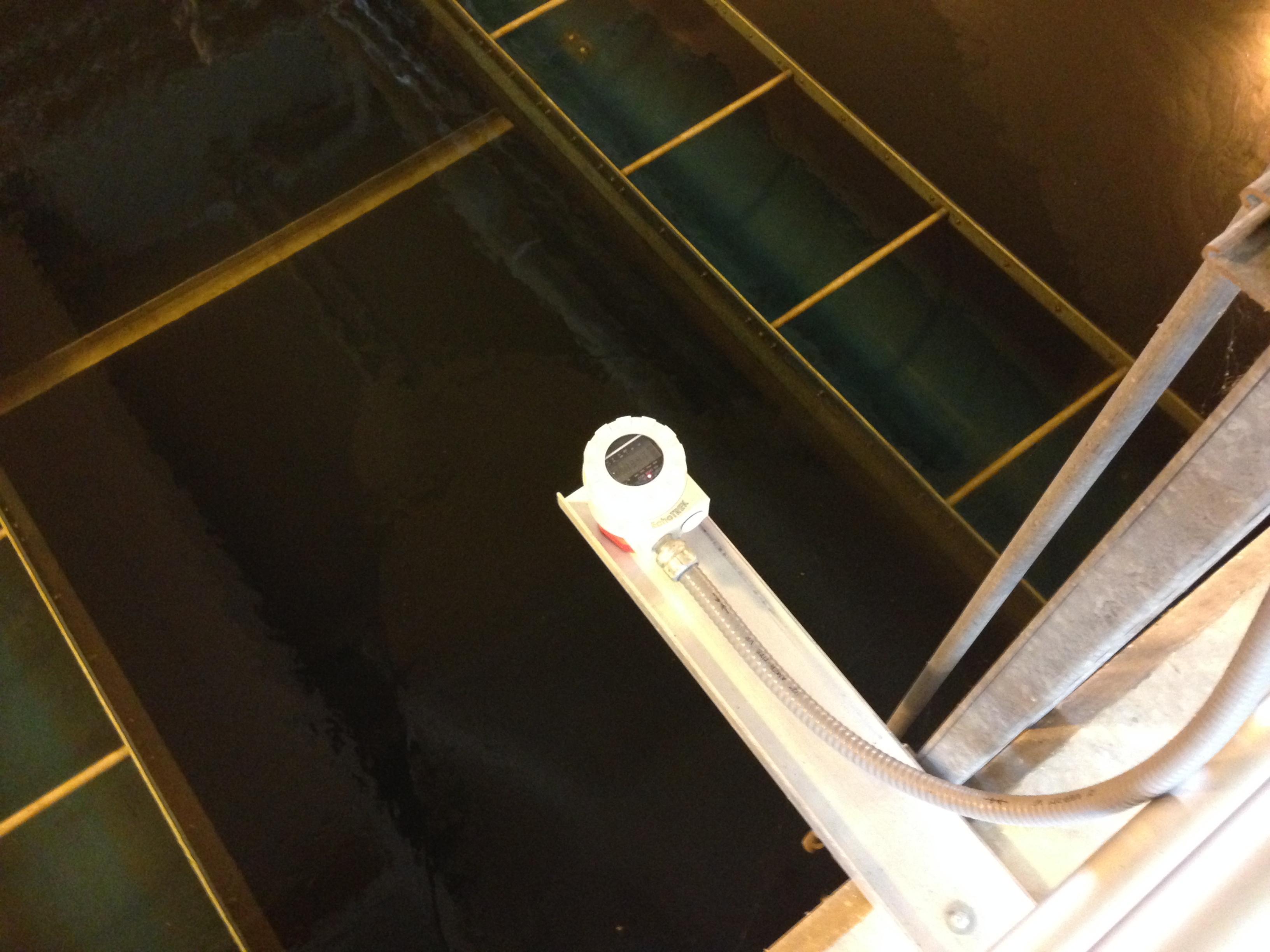
Sensor de nivell d'ultrasons utilitzat en una planta de tractament d'aigües

El principi de mesurament de nivell emprant ones ultrasòniques, es basa en la mesura del temps entre l'ona emesa i l'ona reflectida.
Els sensors de nivells d' ultrasons s'utilitzen per a la detecció de nivells sense contacte de líquids molt viscosos, així com de sòlids a granel. També s'utilitzen àmpliament en aplicacions de tractament d'aigües per al control de la bomba i la mesura del cabal de canal obert. Els sensors emeten ones acústiques d'alta freqüència (20 kHz a 200 kHz) que són reflectides i detectades pel transductor emissor.
Els sensors de nivell ultrasònic també es veuen afectats pel canvi de velocitat del so a causa de la humitat, la temperatura i les pressions. Es poden aplicar factors de correcció a la mesura del nivell per millorar la precisió del mesurament.
La turbulència, l'escuma, el vapor, les boires químiques (vapors) i els canvis en la concentració del material del procés també afecten la resposta del sensor d'ultrasons. La turbulència i l'escuma impedeixen que l'ona sonora es reflecteixi correctament al sensor; Les boirines i vapors de vapor i productes químics distorsionen o absorbeixen l'ona sonora; i les variacions de concentració provoquen canvis en la quantitat d'energia en l'ona sonora que es reflecteix al sensor. Els pous de precipitació i guies d'ona s'utilitzen per evitar errors causats per aquests factors.
Es necessita un muntatge adequat del transductor per garantir la millor resposta al so reflectit. A més, la tremuja, la paperera o el dipòsit haurien d'estar relativament lliures d'obstacles com soldadures, brackets o escales per minimitzar els rendiments falsos i la resposta errònia que resulti, encara que la majoria de sistemes moderns tinguin un processament eco suficientment “intel·ligent” per fer canvis d'enginyeria en gran manera. innecessari, excepte en el cas que una intrusió bloquegi la "línia de visió" del traductor cap a l'objectiu. Atès que el transductor d'ultrasons s'utilitza tant per a la transmissió com per rebre l'energia acústica, està sotmès a un període de vibració mecànica conegut com a "timbre". Aquesta vibració s'ha d'atenuar (parar) abans que es pugui processar el senyal ressò. El resultat net és una distància de la cara del transductor que està cec i no pot detectar un objecte. Es coneix com la "zona de buidatge", normalment de 150 mm a 1 m, depenent de la gamma del transductor.
El requisit per a circuits electrònics de processament de senyal es pot fer servir perquè el sensor d'ultrasons sigui un dispositiu intel·ligent. Els sensors d'ultrasons es poden dissenyar per proporcionar un control de nivell de punt, un control continu o tots dos. A causa de la presència d'un microprocessador i un consum d'energia relativament baix, també hi ha la capacitat per a la comunicació en sèrie des d'altres dispositius informàtics, cosa que fa que aquesta sigui una bona tècnica per ajustar el calibratge i el filtratge del senyal del sensor, control remot sense fils o comunicacions de xarxa de plantes. El sensor d'ultrasons gaudeix d'una àmplia popularitat a causa de la potent combinació de baix preu i alta funcionalitat.

### Sensor de nivell capacitiu per a líquids i sòlids

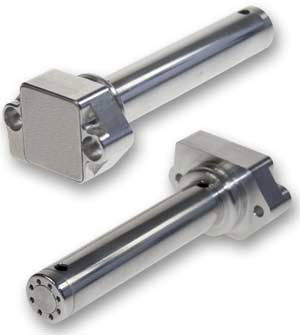
Sensor de nivell capacitiu

Els sensors de nivell capacitius permeten detectar el nivell en una gran varietat de sòlids, líquids aquàtics i orgànics i purins. La tècnica freqüentment es coneix com a RF per als senyals de radiofreqüència aplicats al circuit de capacitius. Els sensors es poden dissenyar per detectar material amb constants dielèctriques tan baix com a 1,1 (cendra volant) i fins a 88 (aigua) o més. També es poden detectar fangs i purins com el pastís deshidratat i els purins d'aigües residuals (constant dielèctrica aprox. 50) i productes químics líquids com el temps ràpid (constant dielèctrica aproximadament 90). Els sensors de nivell capacitius de sonda de doble també es poden utilitzar per intuir la interfície entre dos líquids immiscibles amb constants dielèctriques substancialment diferents, proporcionant una alternativa d'estat sòlid a l'esmentat interruptor magnètic per a l'aplicació "interfície oli-aigua".
Com que els sensors de nivell capacitius són dispositius electrònics, la modulació de fase i l'ús de freqüències més altes fan que el sensor sigui adequat per a aplicacions en què les constants dielèctriques siguin similars. El sensor no conté peces mòbils, és robust, senzill d'utilitzar i fàcil de netejar, i es pot dissenyar per a aplicacions d'alta temperatura i pressió. Hi ha un perill derivat de l'acceleració i descàrrega d'una càrrega estàtica d'alta tensió que es derivi del fregament i moviment de materials dielèctrics de baix nivell, però es pot eliminar aquest perill amb un disseny i posada a terra adequats.
L'elecció adequada de materials de sonda redueix o elimina els problemes causats per l'abrasió i la corrosió. La detecció a nivell de punt d'adhesius i materials d'alta viscositat com l'oli i el greix pot provocar la acumulació de material a la sonda; tanmateix, es pot minimitzar mitjançant l'ús d'un sensor d'auto-afinació. Per a líquids propens a fer escuma i aplicacions propenses a esquitxades o turbulències, els sensors de nivell capacitius es poden dissenyar amb uns pous de protecció d'esquitxos, entre altres dispositius.
Una limitació important per a les sondes de capacitives es troba en les sitges de gran alçària que s'utilitzen per emmagatzemar sòlids en gra. L'exigència d'una sonda conductora que s'estén fins a la part inferior de l'interval mesurat és problemàtica. Les sondes de cables conductors llargs (de 20 a 50 metres de longitud), penjades a la sitja, estan subjectes a una tensió mecànica tremenda a causa del pes de la massa en pólvores de la sitja i la fricció aplicada al cable. Aquestes instal·lacions sovint produiran una ruptura del cable.

### Sensor de nivell hidroestàtic per a fluids
Aquest tipus de sensor mesura la pressió hidroestàtica d'una columna de fluid mitjançant un sensor de pressió relativa. El sensor de pressió hidroestàtica consisteix en una membrana de mesura acoblada hidràulicament a un sensor capacitiu. En el sensor capacitiu, la pressió sobre la membrana es mesura mitjançant un condensador Cal tenir en compte que el mesurador de nivell hidroestàtic mesura la massa i, per tant, les mesures correctes amb sensors hidroestàtics només són possibles en entorns de fluids amb densitat constant, ja que la pressió hidroestàtica depèn de dos factors del nivell fluid i de la seva densitat. Si cal resoldre el problema de mesurament de nivell en entorns amb densitat canviant, és possible fer-ho instal·lant dos sensors de nivell. S'instal·la el segon mesurador nivell a un dipòsit de mostreig amb un nivell constant i aquest en mesura la densitat, llavors les dades de l'indicador de nivell pròpiament dit es recalculen en el controlador central (tenint en compte la densitat actual del medi obtinguda) des d'aquest el senyal ja corregit dona el nivell de real del fluid.

### Sensor de nivell per microones o radar en fluids

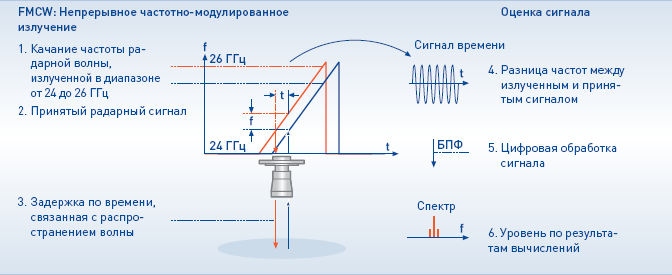
Principi de mesura de nivell de fluids per radar

El mesurador de radar consisteix en un sistema compost per emissor i un receptor combinats dins del rang dels GHz, mitjançant el qual es mesura el temps transcorregut entre l'impuls de microones transmès i, el reflectit per la superfície del fluid. La durada de validesa és una mesura directa del nivell de fluid que hi ha en el dipòsit. La velocitat d'una microona és independent de la pressió, de la temperatura, de les variacions d'humitat, etc.., al contrari del que passa amb l'ús d'ones d'ultrasòniques És necessari que el producte mesurat tingui una constant dielèctrica que permeti una diferència de fase entre gas i líquid.

### Sensor de nivell per microones o radar en materials sòlids
La mesura de nivell en materials sòlids o pólvores fins a una mida de gra de 20 mm es realitza mesurant la validesa d'unes microones que circulen a través d'un cable. La distancia entre el cable i la superfície exterior de les pólvores es mesura pel temps transcorregut fins que es reflecteixen les microones degut al canvi de constant dielèctrica.

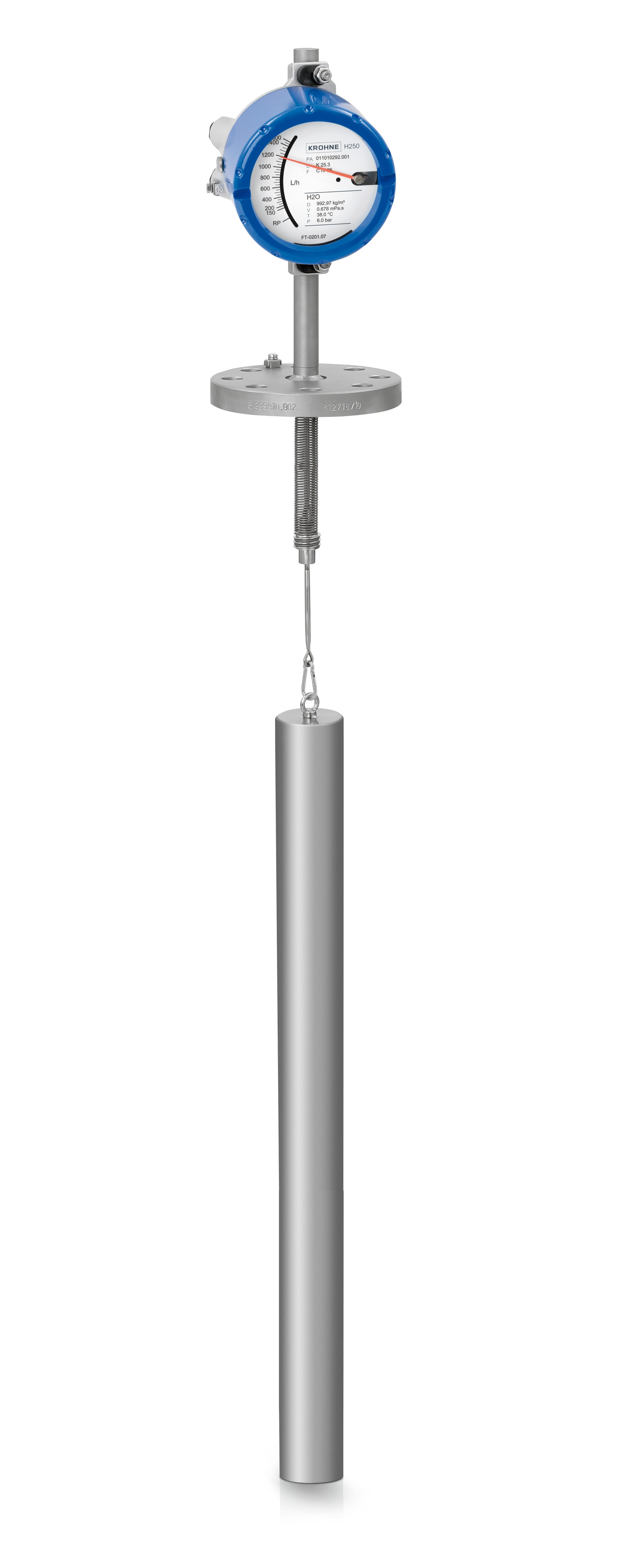
Nivell de boia

### Sensor de nivell per mesura de radiació gamma
Un mesurador de radiació gamma consta d'un emissor i un receptor, que es munten un davant l'altre. El transmissor és un isòtop radioactiu (Cobalt 60 o Cesi0) en una càpsula hermètica. El receptor (numerador Geiger-Muller) mesura per altra banda una petita intensitat de radiació en absència d'un producte. Quan un producte s'acumula entre l'emissor i el receptor, la intensitat de radiació baixa i el mesurador indica un augment de nivell.

### Altres tècniques per a mesurar el nivell
- Mesura directa. En la mesura directa, el nivell del líquid es compara amb una regleta graduada o similar. Exemples:
  - Bastó sonda (vareta del nivell de l'oli en motors d'automòbil)
  - Regleta graduada (Nilòmetre, dipòsit del líquid de frens)

- Mesura amb tub de nivell (Nivell de l'aigua en locomotores de vapor)
- Mesura d'oxigen (veure fig.)
- Mesura del volum en un dipòsit tancat per ressonància de Helmholtz.[10]
- Detector de nivell per fibra òptica.[11]